# Napeogenes rhezia
Napeogenes rhezia är en fjärilsart som beskrevs av Jacob Hübner och Charles Andreas Geyer 1806. Napeogenes rhezia ingår i släktet Napeogenes och familjen praktfjärilar. Inga underarter finns listade i Catalogue of Life.

## Bildgalleri

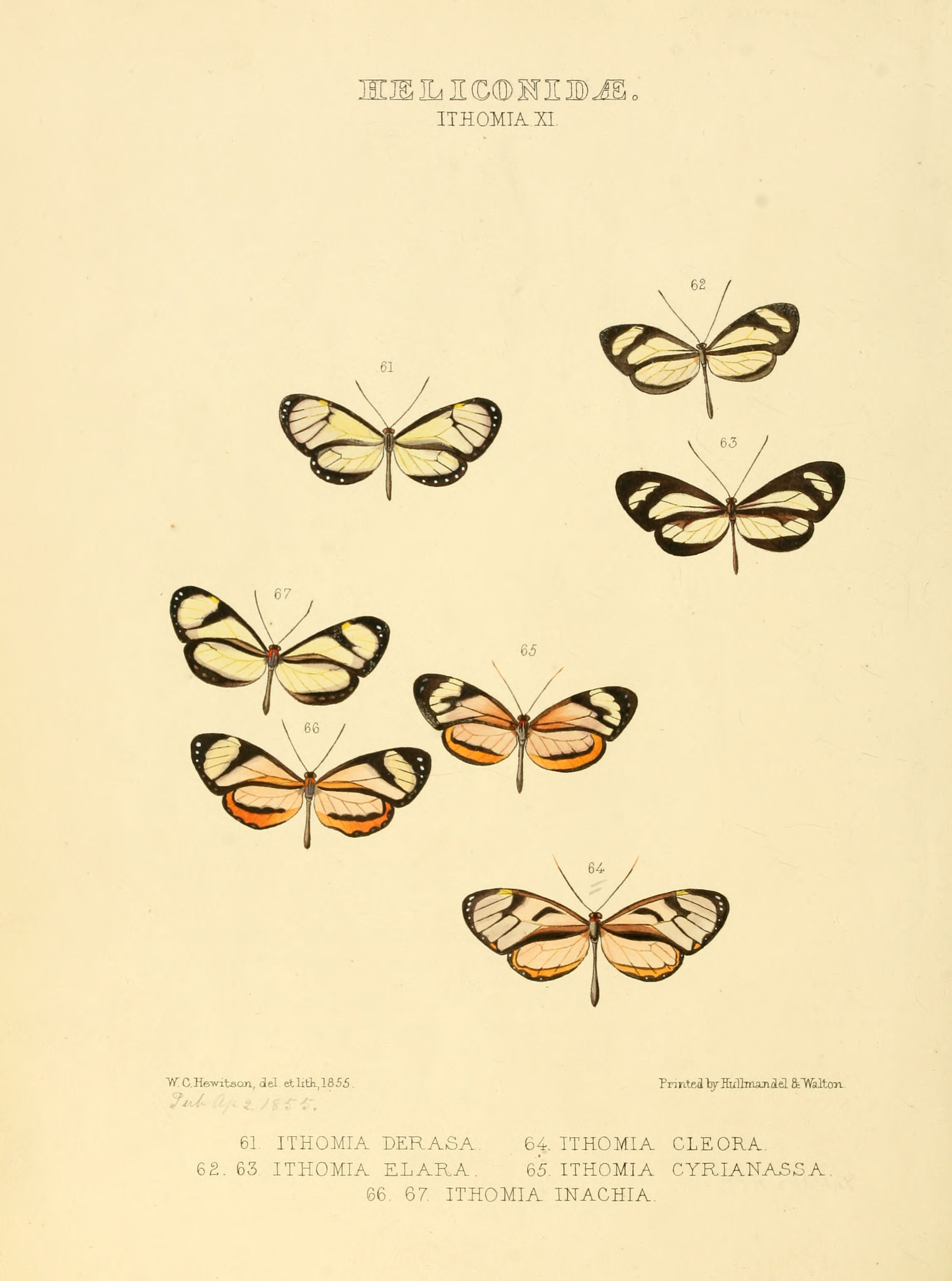
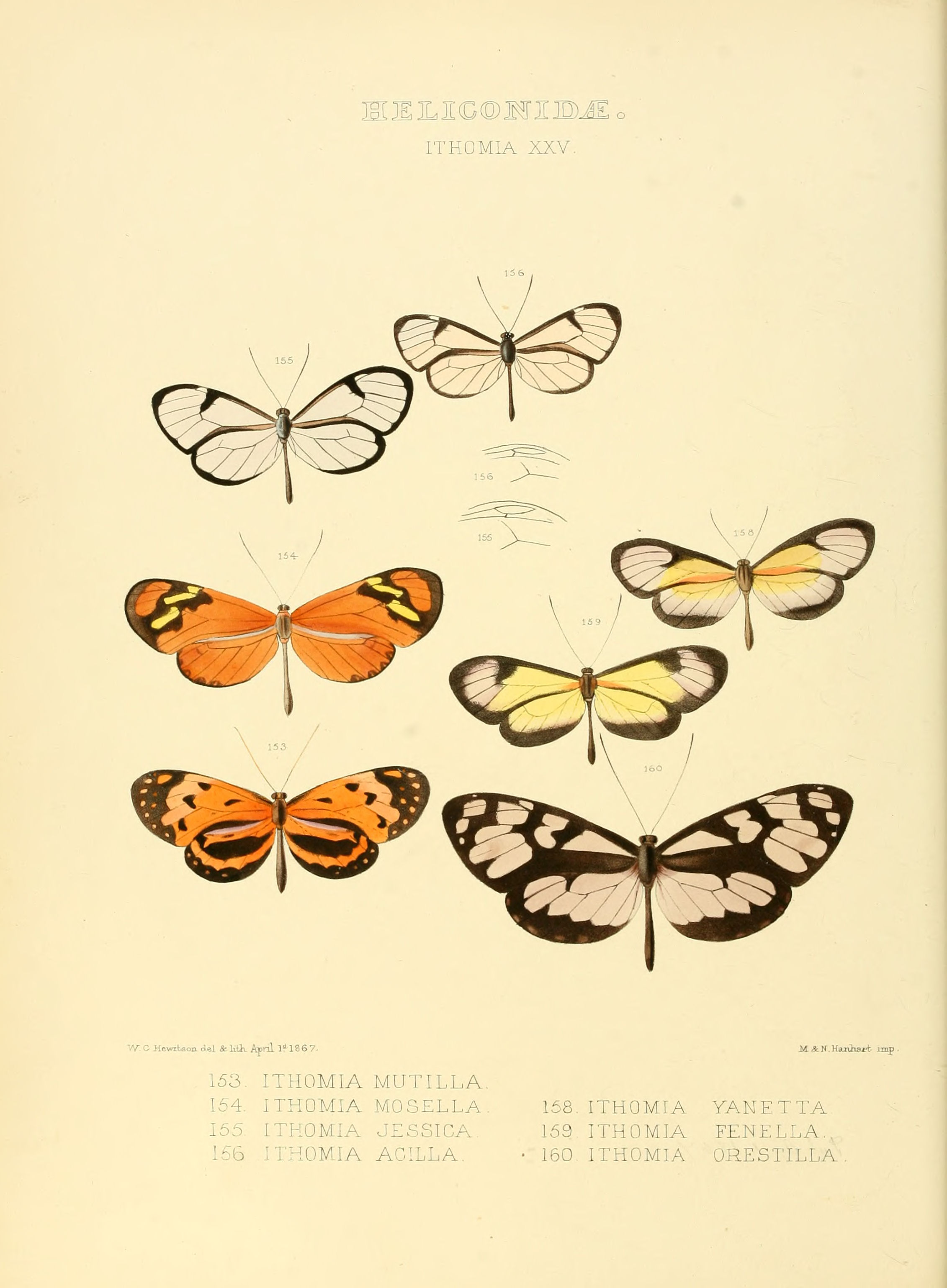
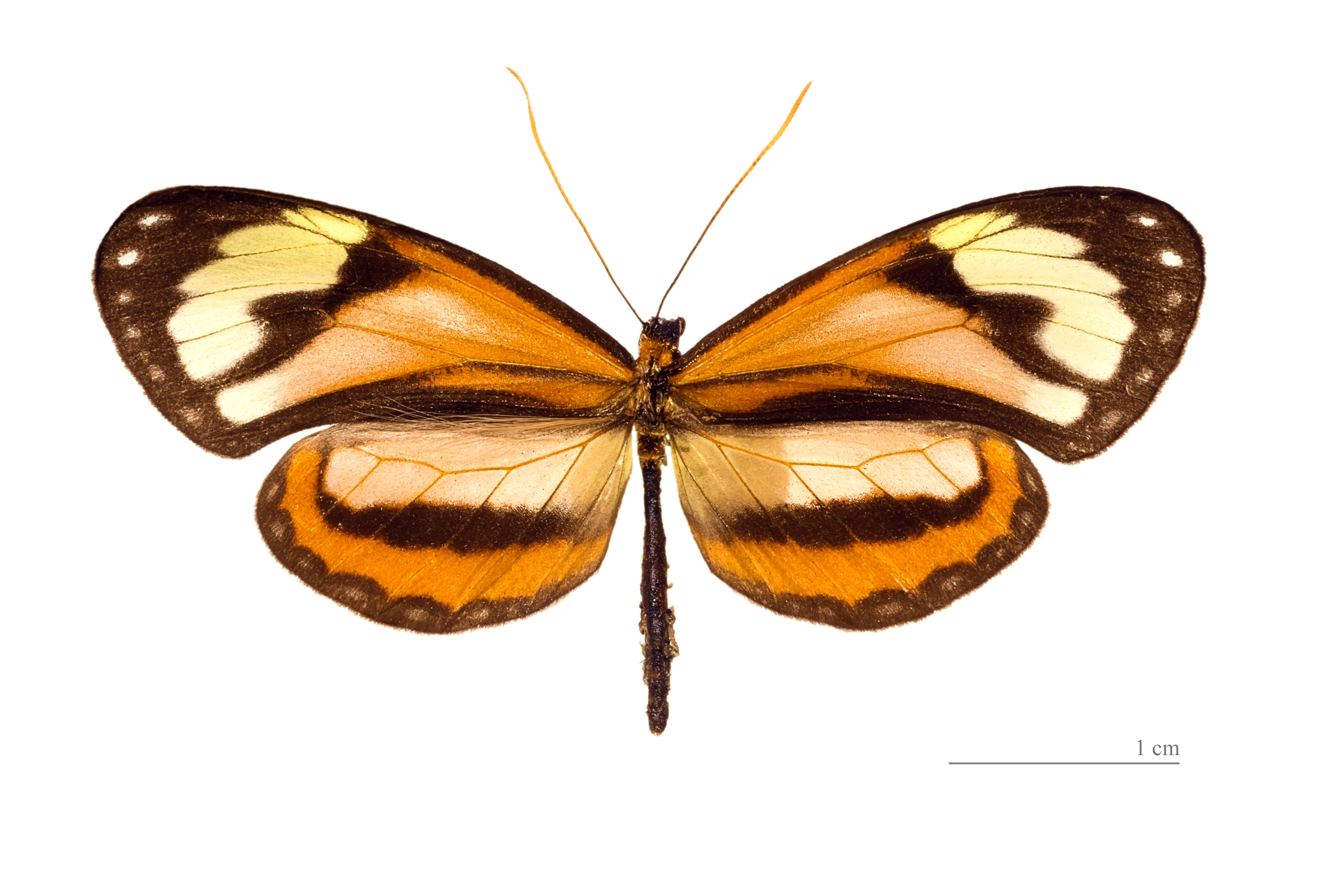
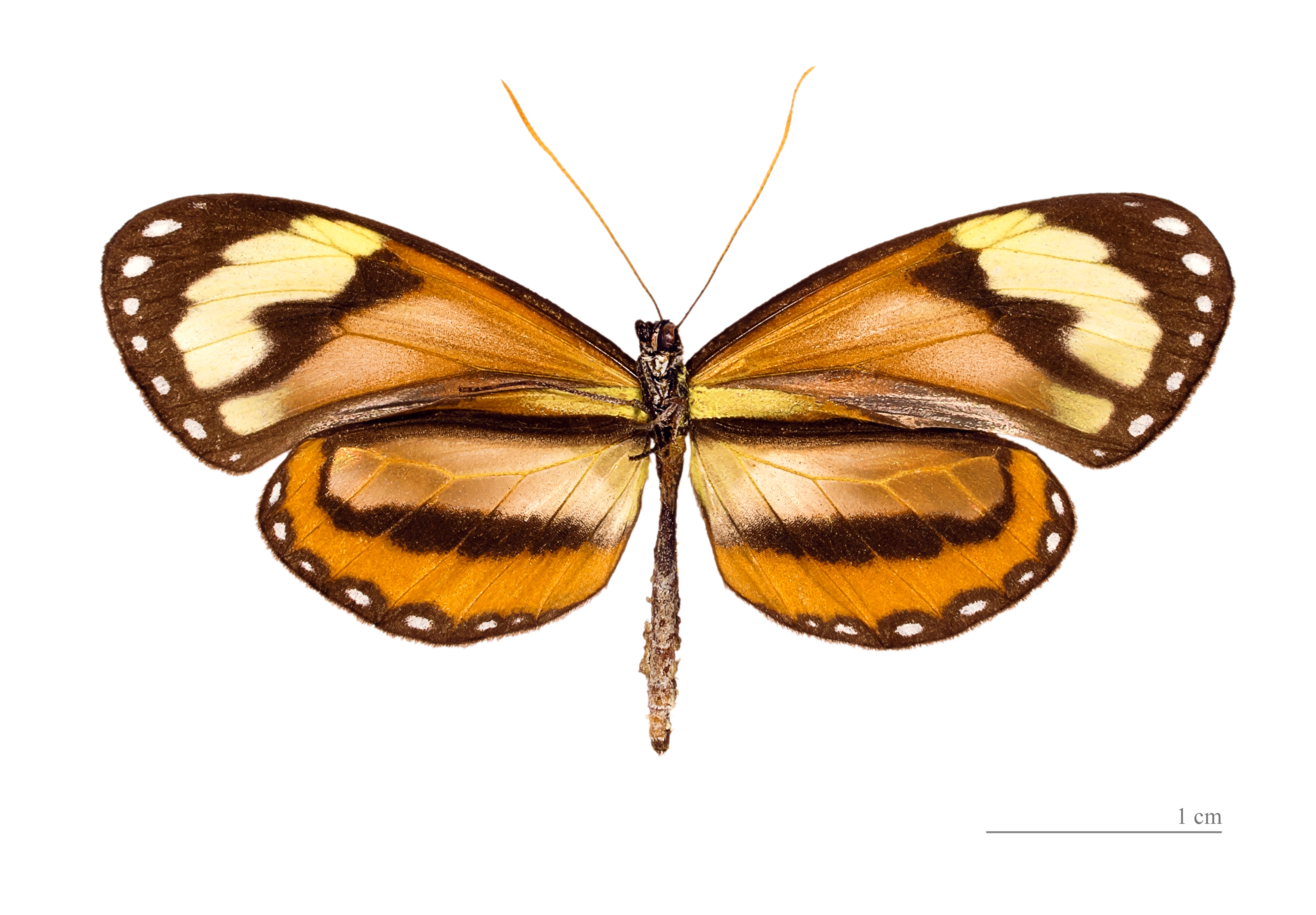
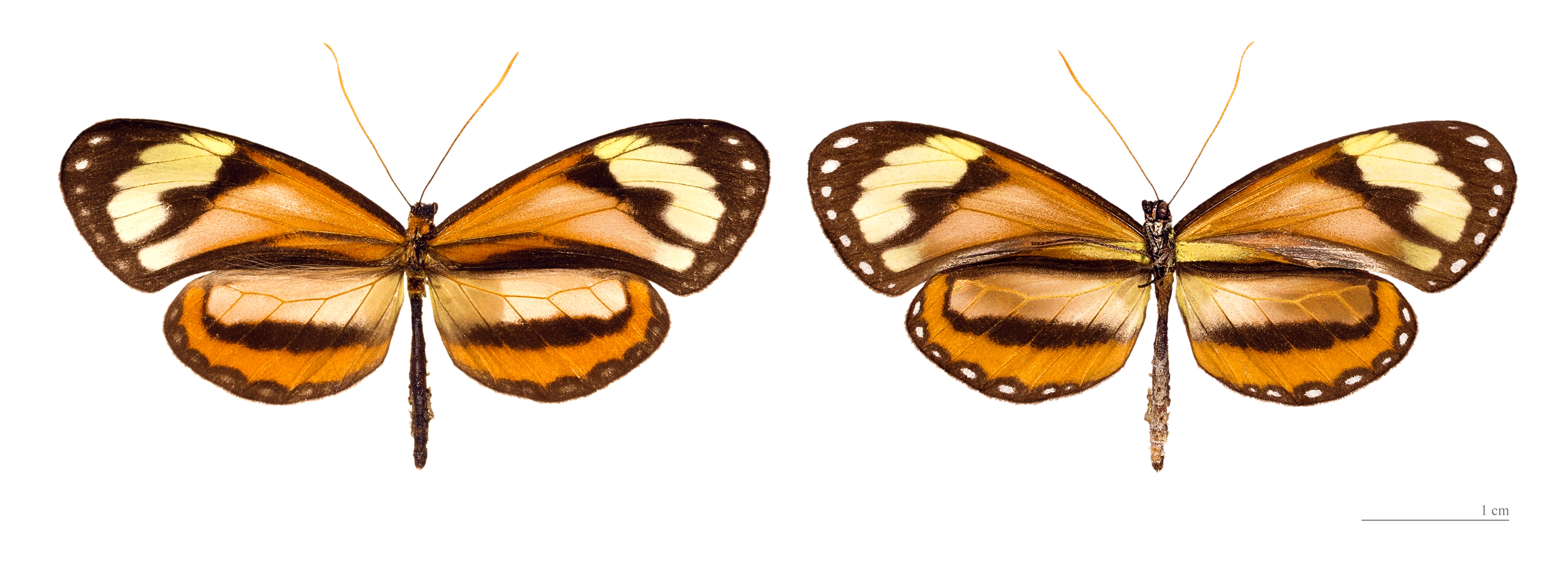